# أماليا سورايا
أماليا سورايا (بالإندونيسية: Amalia Soraya)‏ هي مغنية وممثلة إندونيسية، ولدت في 6 ديسمبر 1984 في باندونغ في إندونيسيا.